# سارة إلياس
سارة إلياس (بالفرنسية: Sarah Elias) هي لاعبة كرة قدم لوكسمبورغية، ولدت في 31 ديسمبر 1996.

## وصلات خارجية
- سارة إلياس على موقع الاتحاد الأوربي (الإنجليزية)
- سارة إلياس على موقع Soccerway.com (الإنجليزية)
- سارة إلياس على موقع عالم كرة القدم.نت (الإنجليزية)